# FinePix S3 Pro
La Fujifilm FinePix S3 Pro era una fotocamera digitale reflex a lente singola con ottica intercambiabile entrata in commercio nel febbraio 2004, in sostituzione della FinePix S2 Pro.
Il corpo della macchina è una Nikon F80, modificata da Fujifilm per includere i propri meccanismi informatici (la Nikon non era una fotocamera digitale). Era fornita di Auto Focus. La differenza principale con la fotocamera è il sensore da 6.17 megapixel, noto come Super CCD, che permette di avere un'immagine di output equivalente a 12,34 megapixel. La S2 Pro aveva anche la funzionalità di registrazione dei suoni.
A causa del corpo Nikon, ha un attacco per ottiche Nikon F, perciò è usata con quasi tutte le ottiche Nikon da 35 mm.
La fotocamera è in produzione, pur essendo stata superata  dalla Fujifilm FinePix S5 Pro  il 25 settembre 2006.

## Versione ultravioletto/infrarossi
Il 9 agosto 2006, Fujifilm annuncia  una variazione per la fotocamera da renderla capace di fotografare per mezzo di  raggi ultravioletti e infrarossi, la Fujifilm FinePix S3 Pro UVIR S3 Pro.